# Blanka Król
Trwa dyskusja nad usunięciem tego biogramu, kliknij i weź w niej udział.
Blanka Król (ur. 15 maja 1988 w Londyn) – polska pisarka działająca głównie w nurcie literatury obyczajowo-romantycznej. Jej twórczość wyróżnia się subtelną sensualnością, głębokim emocjonalnym portretem bohaterek oraz świadomością ich pragnień i decyzji.

## Życiorys
Blanka Król urodziła się w Londynie w rodzinie związanej ze służbą dyplomatyczną. W dzieciństwie dużo podróżowała z rodzicami, co wpłynęło na jej szerokie spojrzenie na świat i różnorodne doświadczenia kulturowe.
Ukończyła studia humanistyczne na Uniwersytet Warszawski, gdzie zdobyła wykształcenie w zakresie literatury i kulturoznawstwa. Po studiach rozwijała swoją karierę biznesową w Wielkiej Brytanii, specjalizując się w zarządzaniu i marketingu.
W ostatnich latach powróciła do Polski, by skupić się na pisarstwie, szybko zyskując sympatię czytelniczek literatury kobiecej dzięki łączeniu emocji, namiętności i życiowych wyborów w swoich powieściach.

## Twórczość
Blanka Król zadebiutowała powieścią Bilans serca (2024), która spotkała się z bardzo pozytywnym odbiorem za umiejętność ukazania napięcia i ludzkich emocji.
W 2025 roku wydała dwie kolejne powieści: Smak sopockiego lata – lekką, pikantną opowieść o letnim romansie i odwadze, oraz Serce Róży – poruszającą historię kobiety próbującej na nowo zaufać miłości po bolesnej stracie.

## Wybrane dzieła
- Bilans serca (2024) – poruszająca historia miłości, która zmienia życie. ISBN 978-83-973803-1-8[1]
- Smak sopockiego lata (2025) – lekka, erotyczna opowieść o kobiecie, która odnajduje wolność i namiętność podczas urlopu. ISBN 978-83-973803-0-1[2]
- Serce Róży (2025) – historia o stracie, nadziei i odwadze, by otworzyć serce na nowo. ISBN 978-83-973803-2-5[3]

## Styl
Styl Blanki Król cechuje naturalna, zmysłowa narracja oraz głęboka emocjonalność. Autorka umiejętnie balansuje między romantyzmem a erotyką, tworząc bohaterki silne i świadome własnych pragnień, co trafia do szerokiego grona czytelniczek poszukujących zarówno rozrywki, jak i refleksji nad życiem i uczuciami.